# Eustala exigua
Eustala exigua là một loài nhện trong họ Araneidae.
Loài này thuộc chi Eustala. Eustala exigua được Arthur Merton Chickering miêu tả năm 1955.